# (38723) 2000 QT129
2000 QT129 (asteroide 38723) é um asteroide da cintura principal. Possui uma excentricidade de 0.07229350 e uma inclinação de 6.33496º.
Este asteroide foi descoberto no dia 30 de agosto de 2000 por Korado Korlević em Visnjan.